# Ramulus spinicornus
Ramulus spinicornus är en insektsart som först beskrevs av Chen, S.C. och Yun He He 2000.  Ramulus spinicornus ingår i släktet Ramulus och familjen Phasmatidae. Inga underarter finns listade i Catalogue of Life.